# Relations entre la Grèce et le Japon
Les relations entre la Grèce et le Japon désignent les relations internationales entre la Grèce et le Japon.

## Relations diplomatiques
La Grèce et le Japon ont établi des relations diplomatiques en 1899. Il y a une ambassade grecque à Tokyo depuis 1960, et une ambassade japonaise à Athènes depuis la même année, quand on a décidé d'améliorer le consulat japonais ouvert depuis 1922 et rouvert en 1956. Le consulat avait fermé pendant la Deuxième Guerre mondiale. Depuis lors, les deux pays ont de bonnes relations dans tous les domaines, et coopèrent étroitement.

## Traités
Les relations entre les deux pays ont été établies avec la signature de l'accord sur l'amitié, le commerce et la navigation. Les accords bilatéraux suivants ont également été signés :
- 1956 : accord sur l'abolition des visas pour les passeports non-diplomatiques ;
- 1973 : accord d'aviation ;
- 1981 : accord d'éducation ;
- 2002 : plan d'action pour la promotion des relations entre la Grèce et le Japon.

## Relations politiques
En ce qui concerne la coopération politique, les deux pays fonctionnent étroitement ensemble pour améliorer leurs relations bilatérales en réponse aux crises internationales et en faisant face aux questions actuelles d'intérêt international. Ils coopèrent également étroitement et se fournissent un soutien réciproque dans les sujets d'intérêt national direct, et pour les candidatures de chacun à des positions dans des organismes internationaux. En 1919, la Grèce avait appuyé le principe de l'égalité des races proposé par les Japonais contre les grandes puissances.
Dans les élections pour des sièges au Conseil de sécurité de l'ONU, les deux pays ont soutenu la candidature de chacun pour des postes de membres non-permanents du Conseil (2005-2006), tandis que pendant leur mandat au Conseil leur coopération dans les affaires internationales est devenue encore plus étroite.
Les relations politiques entre la Grèce et le Japon sont reflétées par les visites de haut niveau fréquentes, principalement des visites de réunion ministérielle dans le cadre des Conférences Internationales. En termes de visites bilatérales, le premier ministre de Grèce, Konstantínos Simítis, a visité le Japon du 3 au 5 mars 2002, accompagné d'une délégation d'hommes d'affaires et de journalistes, alors que l'orateur du Parlement grec, Mme Anna Psarouda-Benaki, visitait Tokyo du 29 mai au 3 juin 2005.
Du 1er au 3 mai 2003, le Premier ministre japonais, Jun'ichiro Koizumi, a effectué une visite en Grèce pour le sommet UE-Japon pendant la présidence grecque de l'UE. À cette occasion, il a tenu une réunion bilatérale avec le premier ministre grec puis avec Konstantinos Simitis. Le premier ministre grec Konstantínos Karamanlís a effectué une visite de fonctionnement au Japon (10-13 novembre 2005).
Le président du Parlement japonais, Yōhei Kōno, a effectué une visite en Grèce les 9-10 janvier 2005.

## Relations commerciales et économiques
Bien qu'il y ait un volume d'échanges substantiel entre les deux pays, l'équilibre est disproportionné en faveur du Japon, à un rapport d'environ 1 : 10. C'est parce que les exportations japonaises vers la Grèce sont des produits de pointe et industriels, alors que les exportations grecques sont des produits agricoles, du marbre, etc. Cependant, les années récentes ont vu une augmentation constante des exportations grecques, qui est indicative du potentiel et de la compétitivité marquée par les entreprises grecques sur le marché japonais.
La construction navale est un secteur dans lequel la Grèce est particulièrement dynamique, avec un volume sans cesse croissant de commande et des navires en construction dans les chantiers japonais. On estime que ces commandes ont une valeur de 2 milliards de dollars tous les ans.
La Grèce est l'un des pays où les investissements japonais restent faibles, mais les compagnies japonaises ont exprimé un grand intérêt, en coopération avec les entreprises grecques, dans le secteur de l'investissement, tandis que les visites annuelles d'échange des délégations d'affaires de chaque côté font beaucoup pour favoriser le commerce et l'investissement par un meilleur arrangement des dispositifs spécifiques des deux marchés. Dans ce contexte, la Grèce a eu son propre pavillon à l’Exposition spécialisée de 2005 à Aichi au Japon.
Le nombre de touristes japonais visitant la Grèce avait monté de façon constante ces dernières années. Environ 80 000 touristes japonais visitent le pays tous les ans. Un nombre encore plus important est prévu à l'avenir, À la suite de l'énorme publicité de la Grèce pendant l'année olympique de 2004.
En 2000, la Chambre de commerce gréco-japonaise a été créé comme un organisme à but non lucratif, suivant le bon déroulement de la coopération entre les entreprises des deux pays. La Chambre gréco-japonaise vise à favoriser les relations économiques et commerciales mutuelles entre la Grèce et le Japon.

## Relations culturelles
En 1999, des événements culturels ont été organisés des deux côtés pour marquer le centenaire de l'établissement des relations diplomatiques entre la Grèce et le Japon.
Depuis quelques années en particulier, il y a eu d'intenses échanges culturels, tandis que dans le cadre des mois culturels envisagés dans le plan d'action Grèce-Japon dans la perspective des Jeux olympiques d'été de 2004, de nombreux événements culturels étaient organisés dans les deux pays, tous fortement - réussis, bien accueillis et intensivement couverts par les médias. Pour mentionner quelques exemples :
Au Japon :
- performances au Japon de l'ancienne tragédie grecque Antigone, par le théâtre national (11-16 mars 2003) ;
- une exposition archéologique sur Alexandre le Grand : Contacts culturels entre Orient et Occident. De la Grèce au Japon, Tokyo : 5 août-5 octobre 2003, Kobé : 18 octobre-21 décembre 2003.
- exécutions des danses traditionnelles de toute la Grèce par une troupe de 30 membres de la Likiou ton Ellinidon, Tokyo 15 mai 2004 et Kobé 17 mai 2004.

En Grèce :
- exécutions de la tragédie antique Œdipe roi, par Y. Ninagawa, théâtre Hérode d'Attique, 1-3 juillet 2004 ;
- organismes culturels sur la Grèce : Il y a un certain nombre d'organismes culturels sur la Grèce au Japon, installation à l'initiative des universitaires japonais dans le domaine des études de la Grèce, afin de faire découvrir la culture, l'histoire et l'étude de la langue grecque. Les plus importantes sont la Société classique du Japon, la Société égéenne du Japon, et la Société Japon-Grèce ;
- l'année 2009 a marqué le 110e anniversaire de l'amitié entre les pays. De mars à la fin de l'année, les deux pays ont programmé des expositions culturelles pour célébrer l'occasion.

## Communauté grecque au Japon
Il y a une communauté grecque de 300 personnes au Japon. La plupart d'entre eux sont employés par les compagnies multinationales, bien que certains soient des hommes d'affaires qui s'y sont installés pour y vivre.